# 國會研究處
國會研究處（英語：Congressional Research Service，簡稱：CRS），亦稱國會研究服務處、國會研究服務部，隸屬於美國國會圖書館立法參考服務處之下，是美國國會智庫機構之一，亦是支援國會立法的專業研究機構，由各學術領域的專家學者組成，提供國會議員各類問題的參考或研究，也應國會各委員會需要，提供特定法案分析與評估服務。另也針對各類重大議題，預先進行深入研究，並採不定期方式出版各相關報告。

## 历史
成立于1914年，該研究處的智庫研究報告主要提供美國國會現行政策的深度研究與建議，這些研究報告並不會公之於眾，一般大眾也幾無管道可輕易取得。不過，美國民主及科技中心已透過Open CRS網站提供部分國會研究處的研究報告，並積極呼籲國會開放所有的研究報告。除了Open CRS網站外，美國科學家聯盟也將部分國會研究處報告彙整、歸類，並發布在其網站上。此外，美國國務院外國新聞中心以及美國駐義大利大使館網站也不定期公布部分報告。